# Sylwia Różycka
Sylwia Różycka (ur. 14 marca 1982 w Mławie) – polska aktorka musicalowa i dramatyczna oraz wokalistka.
Zawodu uczyła się w Studium Wokalno-Aktorskim im. Danuty Baduszkowej przy Teatrze Muzycznym w Gdyni. Na scenie tego teatru debiutowała w 2006 roku, zaś od 2008 stanowi część zespołu Teatru Polskiego w Szczecinie; gościnnie występuje także w innych teatrach. W 2017 została wyróżniona nagrodą Bursztynowego Pierścienia dla najlepszej aktorki za rolę Tatiany w Mieszczanach Maksyma Gorkiego.
W duecie z Andrzejem Poniedzielskim nagrała płytę Melo Nie Dramat (wyd. 2017). W 2018 roku założyła własny zespół – FeelHormones, w składzie: Marta Wołczecka, Ewa Kuźmińska, Julita Przybylska, Klaudia Kunc, Krzysztof Baranowski oraz Sylwia Różycka.
W 2019 wzięła udział w 10. edycji programu The Voice of Poland, trafiając do drużyny Tomsona i Barona; odpadła na etapie "bitew".
Jest żoną alpinisty i himalaisty Marcina Tomaszewskiego. Mają syna Adama (ur. 2015).